# Perla Aguiar
Perla Fernández Aguiar (* 30. Juni 1932 in Kuba) ist eine kubanische Schauspielerin, die vor allem durch ihre Rolle in Doña Diabla bekannt wurde.

## Karriere
Aguiar wurde 1932 geboren. In jungen Jahren zog sie nach Mexiko und gab dort ihr Filmdebüt.
Ihre ersten Filme waren Adiós Juventud und Rayando el sol, beide aus dem Jahr 1946, als sie 14 Jahre alt war. Darauf folgten Fíjate qué suave (1947), El supersabio (1948) und El vengador (1949). Bekannt wurde sie aber erst 1950 im Alter von 18 Jahren in Doña Diabla an der Seite von María Félix und Rebeca Iturbide. Bald darauf endete auch schon ihre Filmkarriere, nachdem sie noch Filme wie Chucho el remendado (1951) und Doña Mariquita de mi corazón (1953) gedreht hatte. Ihr letzter Film ist El águila negra (1954).

## Filmografie
- 1946: Adiós Juventud
- 1946: Rayando el sol
- 1947: Fíjate qué suave
- 1948: El supersabio
- 1948: La feria se Jalisco
- 1949: El vengador
- 1949: Otoño y primavera
- 1950: Doña Diabla
- 1951: El revoltoso
- 1952: Chucho el remendado
- 1953: Doña Mariquita de mi corazón
- 1954: El águila negra